# Sauber C37
Sauber C37 byl závodní vůz Formule 1 navržený a zkonstruovaný společností Sauber, aby mohl soutěžit v sezóně 2018. Vůz řídili Marcus Ericsson a úřadující šampion Formule 2 Charles Leclerc, který nahradil Pascala Wehrleina. Vůz C37 měl svůj soutěžní debut při Grand Prix Austrálie 2018 a používal motor Ferrari specifikace pro sezónu 2018. Toto byl poslední vůz, který závodil pod názvem Sauber, protože byl pro sezónu 2019 přejmenován na Alfa Romeo, ačkoli struktura týmu zůstala nezměněna.
Šasi navrhli Jörg Zander, Luca Furbatto, Ian Wright a Nicolas Hennel, přičemž vůz byl poháněn zákaznickým motorem Ferrari.

## Design a vývoj
Vůz měl původně používat motor dodaný společností Honda, dokud tým neprošel reorganizací své řídící struktury a dohoda byla zrušena. After using year-old Ferrari engines in 2017, Sauber znovu jednal s Ferrari a zajistil si motory aktuální specifikace jako součást dohody se sesterskou značkou Alfa Romeo.

## Shrnutí sezóny

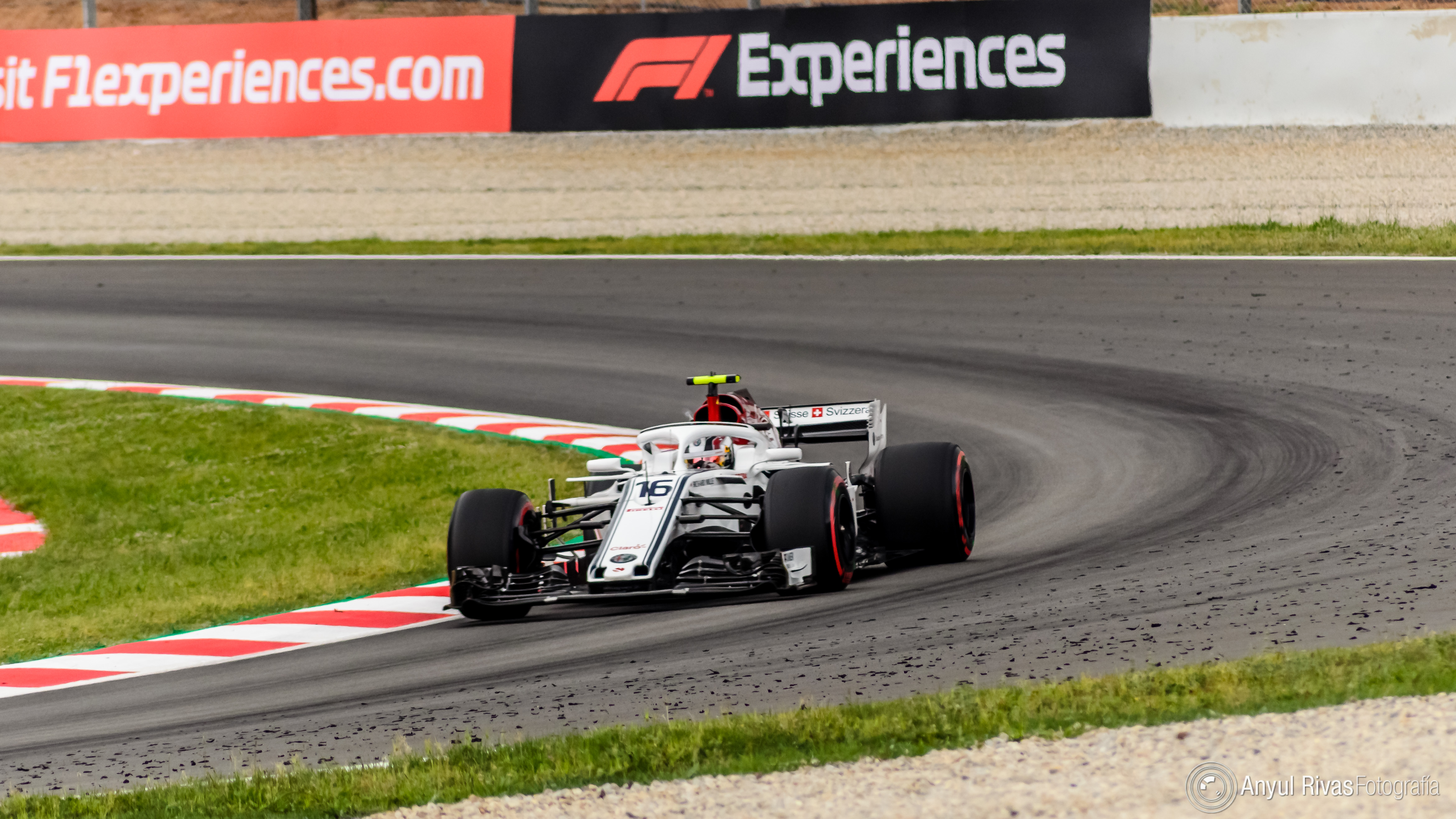
Charles Leclerc při Grand Prix Španělska 2018, kde skončil desátý.

Sauber zakončil sezónu na 8. místě v poháru konstruktérů se 48 body. Nejlepším umístěním týmu v sezóně 2018 bylo šesté místo Leclerca při Grand Prix Ázerbájdžánu.

## Kompletní výsledky ve Formuli 1
| Legenda k tabulce | Legenda k tabulce                                                                       |
| Barva             | Výsledek                                                                                |
| ----------------- | --------------------------------------------------------------------------------------- |
| Zlatá             | Vítěz                                                                                   |
| Stříbrná          | 2. místo                                                                                |
| Bronzová          | 3. místo                                                                                |
| Zelená            | Bodované umístění                                                                       |
| Modrá             | Nebodované umístění                                                                     |
| Modrá             | Dokončil neklasifikován (NC)                                                            |
| Fialová           | Odstoupil (Ret)                                                                         |
| Červená           | Nekvalifikoval se (DNQ)                                                                 |
| Červená           | Nepředkvalifikoval se (DNPQ)                                                            |
| Černá             | Diskvalifikován (DSQ)                                                                   |
| Bílá              | Nestartoval (DNS)                                                                       |
| Bílá              | Závod zrušen (C)                                                                        |
| Světle modrá      | Pouze trénoval (PO)                                                                     |
| Světle modrá      | Páteční testovací jezdec (TD)                                                           |
| Bez barvy         | Netrénoval (DNP)                                                                        |
| Bez barvy         | Vyřazen (EX)                                                                            |
| Bez barvy         | Nepřijel (DNA)                                                                          |
| Bez barvy         | Odvolal účast (WD)                                                                      |
| Bez barvy         | Nezúčastnil se (prázdné)                                                                |
| Označení          | Význam                                                                                  |
| Tučnost           | Pole position                                                                           |
| Kurzíva           | Nejrychlejší kolo                                                                       |
| †                 | Jezdec nedojel do cíle, ale byl klasifikován, protože odjel více než 90 % délky závodu. |
| ‡                 | Byl udělován poloviční počet bodů, protože bylo odjeto méně než 75 % délky závodu.      |
| Horní index       | Umístění bodujících jezdců ve sprintu                                                   |

| Rok  | Tým                       | Motor           | Pneumatiky | Jezdci          | 1   | 2   | 3   | 4   | 5   | 6   | 7   | 8   | 9   | 10  | 11  | 12  | 13  | 14  | 15  | 16  | 17  | 18  | 19  | 20  | 21  | Body | Umístění |
| ---- | ------------------------- | --------------- | ---------- | --------------- | --- | --- | --- | --- | --- | --- | --- | --- | --- | --- | --- | --- | --- | --- | --- | --- | --- | --- | --- | --- | --- | ---- | -------- |
| 2018 | Alfa Romeo Sauber F1 Team | Ferrari 062 EVO | P          |                 | AUS | BHR | CHN | AZE | ESP | MON | CAN | FRA | AUT | GBR | GER | HUN | BEL | ITA | SIN | RUS | JPN | USA | MEX | BRA | ABU | 48   | 8. místo |
| 2018 | Alfa Romeo Sauber F1 Team | Ferrari 062 EVO | P          | Marcus Ericsson | Ret | 9   | 16  | 11  | 13  | 11  | 15  | 13  | 10  | Ret | 9   | 15  | 10  | 15  | 11  | 13  | 12  | 10  | 9   | Ret | Ret | 48   | 8. místo |
| 2018 | Alfa Romeo Sauber F1 Team | Ferrari 062 EVO | P          | Charles Leclerc | 13  | 12  | 19  | 6   | 10  | 18† | 10  | 10  | 9   | Ret | 15  | Ret | Ret | 11  | 9   | 7   | Ret | Ret | 7   | 7   | 7   | 48   | 8. místo |